# Andrzej Zieliński (Leichtathlet)
Andrzej Franciszek Zieliński (* 20. August 1936 in Warschau; † 8. Dezember 2021) war ein polnischer Sprinter.

## Karriere
Bei den Leichtathletik-Europameisterschaften 1962 in Belgrad gewann er in der 4-mal-100-Meter-Staffel gemeinsam mit Jerzy Juskowiak, Zbigniew Syka und Marian Foik die Silbermedaille hinter der Mannschaft der Bundesrepublik Deutschland.
Den größten Erfolg seiner Karriere feierte er zwei Jahre später bei den Olympischen Spielen 1964 in Tokio. Im Staffellauf über 4 × 100 m gewann das polnische Quartett in der Aufstellung Andrzej Zieliński, Wiesław Maniak, Marian Foik und Marian Dudziak die Silbermedaille hinter der Mannschaft der Vereinigten Staaten und vor der Stafette Frankreichs. Zieliński trat in Tokio auch im 200-Meter-Lauf an, schied jedoch in der Viertelfinalrunde aus.
Andrzej Zieliński wurde zweimal polnischer Meister im 100-Meter-Lauf (1959, 1962) und einmal im 200-Meter-Lauf (1962). Er war 1,73 m groß und hatte ein Wettkampfgewicht von 69 kg.